# 特定石油製品輸入暫定措置法
特定石油製品輸入暫定措置法（とくていせきゆせいひんゆにゅうざんていそちほう、昭和60年12月20日法律第95号）、略して「特石法」（とくせきほう）とは、IEA(国際エネルギー機関)の石油製品（ガソリン、灯油、軽油の3油種）の輸入自由化要求に対応して、国内石油業者を保護するため1985年（昭和60年）12月20日に公布され、1986年（昭和61年）1月に施行された法律（時限立法であった）。
この法律の施行により、石油製品の輸入については、貯油能力､製品の品質調整能力､製品の輸入量の変動に対応できる国内代替生産能力の三条件をすべて備えた者を輸入登録資格者とし、事実上、輸入業者を精製元売事業者に限定した。
1996年3月末、石油業界の規制緩和の目玉として廃止され、輸入事業者に対して備蓄要件以外の制約が外れることとなった。